# Oonops delegenus
Oonops delegenus är en spindelart som beskrevs av Arthur M. Chickering 1972. Oonops delegenus ingår i släktet Oonops och familjen dansspindlar.
Artens utbredningsområde är Puerto Rico. Inga underarter finns listade i Catalogue of Life.